# Torpediniformes
Torpediniformes es un orden de elasmobranquios batoideos conocidos vulgarmente como rayas torpedo, rayas negras o rayas eléctricas con aletas pectorales. Se les conoce por ser capaces de producir una descarga eléctrica, de 8 hasta 220 voltios dependiendo de la especie, usada para aturdir presas y para defensa. Existen 69 especies en cuatro familias.
Quizás los miembros más conocidos son los del género Torpedo, también llamados rayas eléctricas, por lo que los torpedos fueron nombrados por estos animales. El nombre viene del latín "torpere", agarrotarse o ser paralizado, refiriéndose al efecto que produce en una persona que manipula o pisa a una raya eléctrica viva.
Plinio el Viejo, Claudio Galeno y Escribonio Largo citan la costumbre de utilizar un torpedo vivo colocado en la cabeza para curar dolores de cabeza persistentes, en un tratamiento precursor del electrochoque.

## Características
Las rayas eléctricas tienen un disco pectoral redondeado con dos aletas dorsales moderadamente grandes y redondeadas (no puntiagudas ni ganchudas) (reducidas en algunos Narkidae), y una cola musculosa y robusta con una aleta caudal bien desarrollada. El cuerpo es grueso y flácido, con una piel suave y suelta desprovista de dentículos dérmicos y espinas. En la base de las aletas pectorales hay un par de órganos eléctricos en forma de riñón. El hocico es ancho, grande en los Narcinidae, pero reducido en todas las demás familias. La boca, las narinas y los cinco pares de hendiduras branquiales están localizados debajo del disco.
Las rayas eléctricas se encuentran desde aguas costeras poco profundas hasta al menos 1000 m de profundidad. Son perezosas y se mueven lentamente, impulsándose con la cola y no con las aletas pectorales como hacen otras rayas. Se alimentan de invertebrados y pequeños peces. Esperan a su presa bajo la arena u otro sustrato, utilizando su electricidad para aturdirla y capturarla.

## Distribución geográfica y hábitat
Están muy extendidas en la mayor parte del Océano Atlántico (con algunas especies endémicas también en el Mar Mediterráneo), Océano Pacífico e Océano Índico.
Aunque son excelentes nadadores (a diferencia de los raiformes, nadan con la aleta caudal), pasan la mayor parte del tiempo tumbados en los fondos arenosos y fangosos, donde su forma aplanada y su color apagado les permiten mimetizarse perfectamente y por tanto ser invisibles a su presa.

## Alimentación
Se alimentan de plancton o pequeños invertebrados, por lo que sus dientes son menos afilados que en las especies carnívoras (como los tiburones).

## Relación con el ser humano
Las propiedades electrogénicas de los rayos eléctricos se conocen desde la antigüedad, aunque no se comprendía su naturaleza. Los antiguos griegos utilizaban los rayos eléctricos para adormecer el dolor del parto y de las operaciones. En su diálogo Meno, Platón hace que el personaje Meno acuse a Sócrates de "aturdir" a la gente con sus desconcertantes preguntas, de forma similar a como el pez torpedo aturde con la electricidad. Scribonius Largus, un médico romano, registró el uso del pez torpedo para el tratamiento de dolor de cabezas y gota en sus Compositiones Medicae del año 46 d. C. El pez torpedo, o raya eléctrica, aparece continuamente en las historias naturales premodernas como una criatura mágica, y su capacidad para adormecer a los pescadores sin parecer tocarlos fue una fuente importante de pruebas para la creencia en cualidades ocultas en la naturaleza durante las épocas anteriores al descubrimiento de la electricidad como modo explicativo.
En la década de 1770, los órganos eléctricos del pez torpedo fueron objeto de artículos de la Royal Society por parte de John Walsh, y John Hunter. Parece que influyeron en el pensamiento de Luigi Galvani y Alessandro Volta, los fundadores de la electrofisiología y la electroquímica.
Henry Cavendish propuso que los rayos eléctricos utilizan la electricidad y construyó un rayo artificial consistente en botellas de Leyden en forma de pez para imitar con éxito su comportamiento en 1773.

## Bioelectricidad

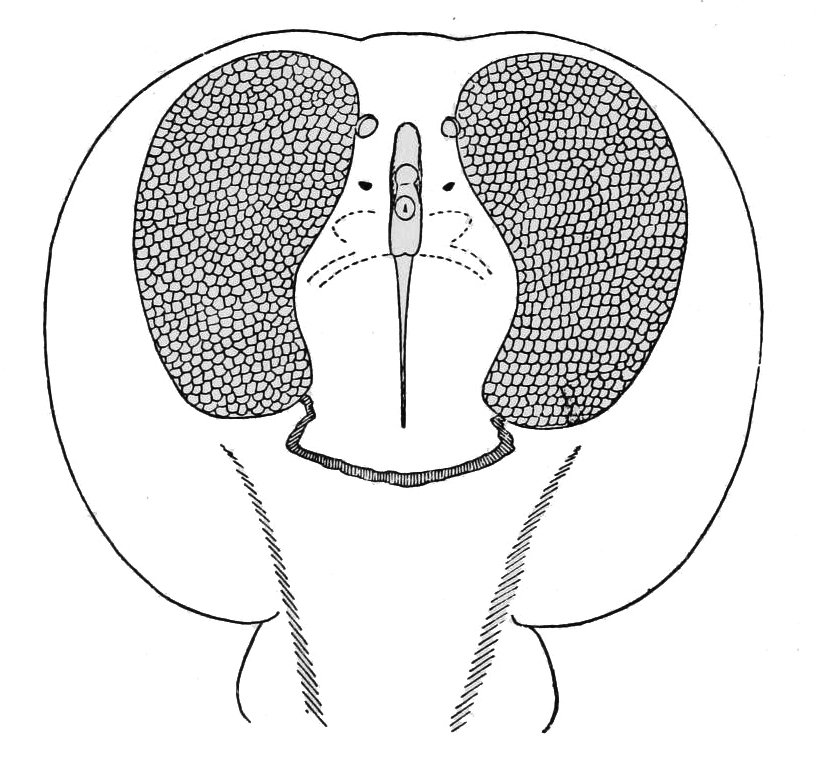
Los dos órganos eléctricos.

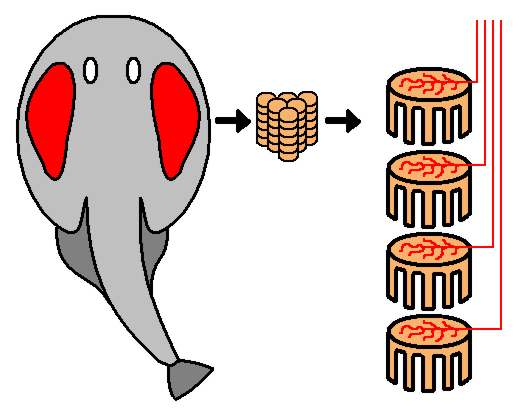
Posición y estructura de la electroplaca.

La raya eléctrica puede ser la más electrosensible de todos los animales. Muchas especies de rayas y rayas fuera de la familia tienen órganos eléctricos en la cola; sin embargo, la raya eléctrica tiene dos grandes órganos eléctricos a cada lado de la cabeza, donde la corriente pasa de la superficie inferior a la superior del cuerpo. Los órganos están gobernados por cuatro nervios centrales que salen de cada lado del lóbulo eléctrico, o lóbulo cerebral especializado, que es de un color diferente al del resto del cerebro. Los nervios principales se ramifican repetidamente y se unen a la parte inferior de cada placa de las baterías, que están compuestas por columnas hexagonales, en formación de panal: cada columna consta de 140 a medio millón de placas gelatinosas. En los peces marinos estas baterías se conectan como un circuito paralelo, mientras que en los torpediniformes de agua dulce se encuentran en serie, transmitiendo descargas de mayor voltaje, ya que el agua dulce no puede conducir la electricidad tan bien como el agua salada. Con una batería de este tipo, una raya eléctrica puede electrocutar a presas más grandes con un voltaje de hasta 220 voltios.

## Sistemática

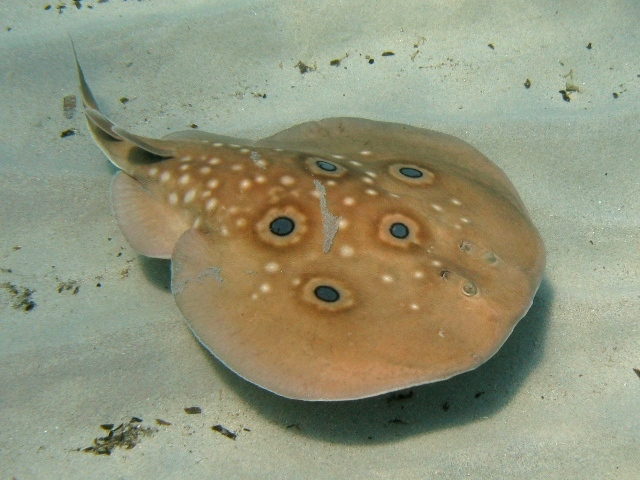
raya torpedo común, (Torpedo torpedo), en Córcega.

Tradicionalmente, se asignan a las rayas eléctricas cuatro familias, 13 géneros y unas 65 especies.
- Hypnidae, monotípica
- Narcinidae, cinco géneros (Benthobatis, Diplobatis, Discopyge, Narcine y Narcinops)
- Narcidae, cinco géneros (Electrolux, Heteronarce, Narke, Temera y Typhlonarke)
- Torpedinidae (Raya eléctrica), 2 géneros (Tetronarce y Torpedo)

La división de las rayas eléctricas en cuatro familias está morfológicamente bien fundada, pero los datos de biología molecular muestran que constan de seis linajes (véase el cladograma a continuación). Se trata de las rayas eléctricas (Torpedinidae) y las rayas eléctricas pera (Hypnidae), dos de las familias tradicionales, un tercio basal formado por los géneros Benthobatis, Discopyge y Typhlonarke, el género Narcinops como cuarto, los géneros Narke y Temera como quinto y los géneros Diplobatis y Narcine como sexto. La posición de los géneros Electrolux] y Heteronarce (Narcidae) aún no se ha determinado mediante datos biológicos moleculares.

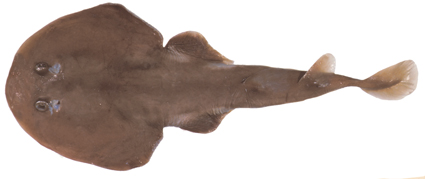
Narcinops tasmaniensis

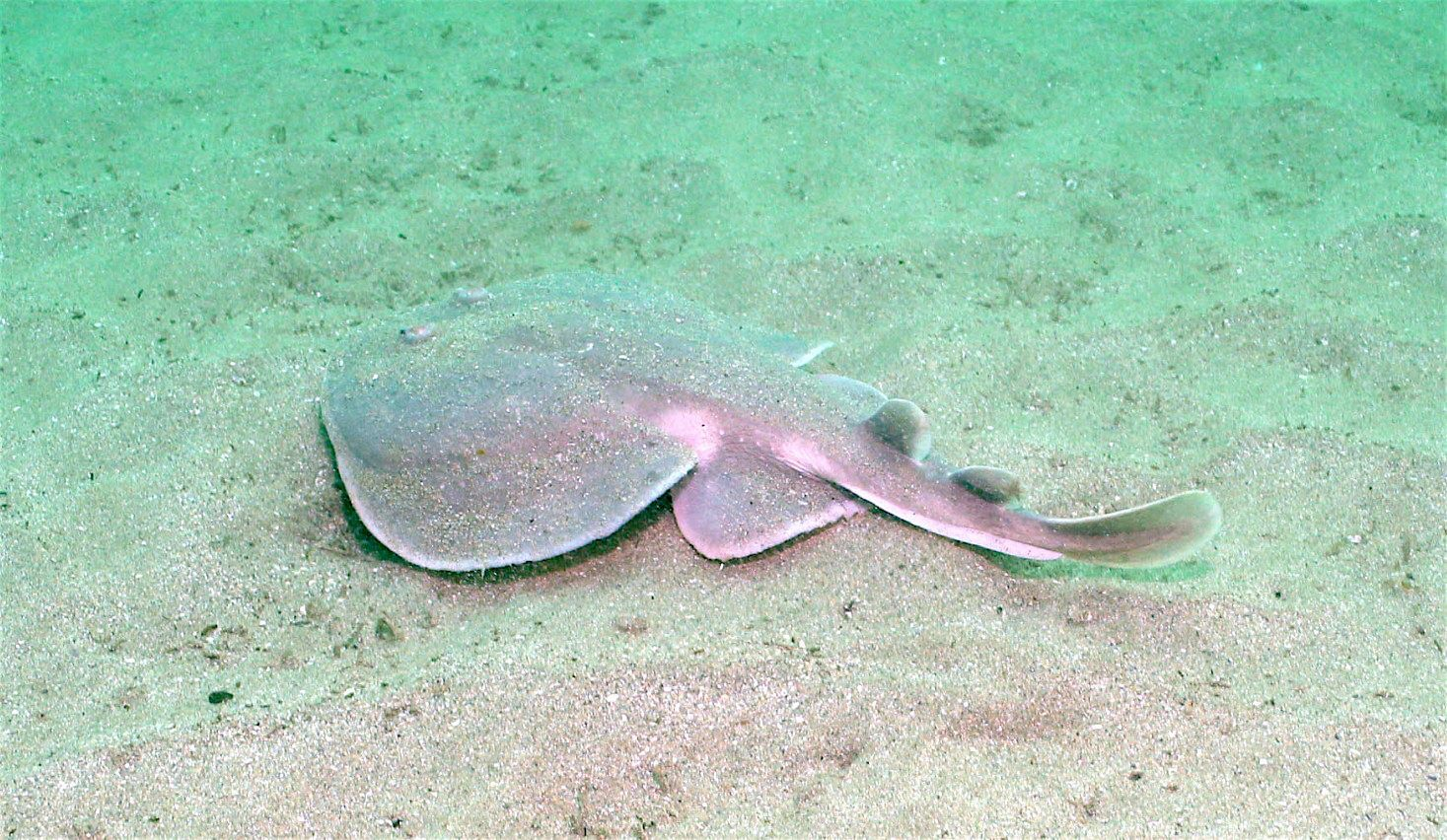
Discopyge tschudii

|  | Narke y Temera (Narcidae)         |
|  |                                   |
|  | Diplobatis y Narcine (Narcinidae) |
|  |                                   |

|  | Raya tembladera (Hypnidae)    |
|  |                               |
|  | Raya eléctrica (Torpedinidae) |
|  |                               |

|  | Narke y Temera (Narcidae)         |
|  |                                   |
|  | Diplobatis y Narcine (Narcinidae) |
|  |                                   |

|  | Raya tembladera (Hypnidae)    |
|  |                               |
|  | Raya eléctrica (Torpedinidae) |
|  |                               |

|  | Narke y Temera (Narcidae)         |
|  |                                   |
|  | Diplobatis y Narcine (Narcinidae) |
|  |                                   |

|  | Raya tembladera (Hypnidae)    |
|  |                               |
|  | Raya eléctrica (Torpedinidae) |
|  |                               |

|  | Narke y Temera (Narcidae)         |
|  |                                   |
|  | Diplobatis y Narcine (Narcinidae) |
|  |                                   |

|  | Raya tembladera (Hypnidae)    |
|  |                               |
|  | Raya eléctrica (Torpedinidae) |
|  |                               |

|  | \| \| Benthobatis (Narcinidae) \| \| \| \| \| \| Typhlonarke (Narcidae) \| \| \| \| |
|  |                                                                                     |
|  | Discopyge (Narcinidae)                                                              |
|  |                                                                                     |
|  | Benthobatis (Narcinidae)                                                            |
|  |                                                                                     |
|  | Typhlonarke (Narcidae)                                                              |
|  |                                                                                     |

|  | Benthobatis (Narcinidae) |
|  |                          |
|  | Typhlonarke (Narcidae)   |
|  |                          |

|  | Narke y Temera (Narcidae)         |
|  |                                   |
|  | Diplobatis y Narcine (Narcinidae) |
|  |                                   |

|  | Raya tembladera (Hypnidae)    |
|  |                               |
|  | Raya eléctrica (Torpedinidae) |
|  |                               |

|  | Narke y Temera (Narcidae)         |
|  |                                   |
|  | Diplobatis y Narcine (Narcinidae) |
|  |                                   |

|  | Raya tembladera (Hypnidae)    |
|  |                               |
|  | Raya eléctrica (Torpedinidae) |
|  |                               |

|  | Narke y Temera (Narcidae)         |
|  |                                   |
|  | Diplobatis y Narcine (Narcinidae) |
|  |                                   |

|  | Raya tembladera (Hypnidae)    |
|  |                               |
|  | Raya eléctrica (Torpedinidae) |
|  |                               |

|  | Narke y Temera (Narcidae)         |
|  |                                   |
|  | Diplobatis y Narcine (Narcinidae) |
|  |                                   |

|  | Raya tembladera (Hypnidae)    |
|  |                               |
|  | Raya eléctrica (Torpedinidae) |
|  |                               |

|  | \| \| Benthobatis (Narcinidae) \| \| \| \| \| \| Typhlonarke (Narcidae) \| \| \| \| |
|  |                                                                                     |
|  | Discopyge (Narcinidae)                                                              |
|  |                                                                                     |
|  | Benthobatis (Narcinidae)                                                            |
|  |                                                                                     |
|  | Typhlonarke (Narcidae)                                                              |
|  |                                                                                     |

|  | Benthobatis (Narcinidae) |
|  |                          |
|  | Typhlonarke (Narcidae)   |
|  |                          |

El grupo hermano y pariente más cercano de las rayas eléctricas es el de las rayas guitarra espinosas (Platyrhinidae), por lo que recientemente se han colocado en Fishbase y en el Catálogo de peces como una quinta familia en el orden de las rayas eléctricas.